# Les Portes-du-Coglais
Les Portes-du-Coglais – gmina we Francji, w regionie Bretania, w departamencie Ille-et-Vilaine. W 2013 roku liczba ludności wynosiła 2339 mieszkańców. 
Gmina została utworzona 1 stycznia 2017 roku z połączenia trzech ówczesnych gmin: Coglès, Montours oraz La Selle-en-Coglès. Siedzibą gminy została miejscowość Montours.